# Flinders Island
Flinders Island è la maggiore delle isole del gruppo Furneaux in Tasmania (Australia). L'isola fa parte della municipalità di Flinders, una delle Local Government Area della Tasmania. La popolazione dell'intero gruppo Furneaux era di 906 abitanti nel 2016, mentre Whitemark, il centro maggiore dell'isola e sede municipale, ne contava 537. Altri insediamenti dell'isola sono Lady Barron e Blue Rocks.

## Geografia
Flinders si trova nello stretto di Bass a circa 54 km dalla città di Cape Portland nel Nord-est della Tasmania. L'isola è lunga circa 62 km (asse nord-sud) e larga 37; ha un'area di 1 367 km² il che la pone al 268º posto tra le isole più grandi del mondo. Raggiunge l'altezza massima di 756 metri s.l.m. la cima del monte Strzelecki a sud dell'isola; l'area intorno al monte è parco nazionale (Strzelecki National Park). Circa un terzo dell'isola è montuoso e aspro con creste di granito che percorrono tutta l'isola. Le aree costiere sono dominate da depositi sabbiosi che spesso prendono la forma di dune. Molte lagune costiere punteggiano la sponda orientale.
A sud si trova la seconda più grande isola del gruppo, Cape Barren Island, e tra Flinders e Cape Barren sono situate Vansittart Island e Great Dog Island; il gruppo di Badger Island si trova a sud-ovest e quello di Prime Seal Island a ovest; vicine all'estremità settentrionale sono posizionate Inner Sister Island e Outer Sister Island.

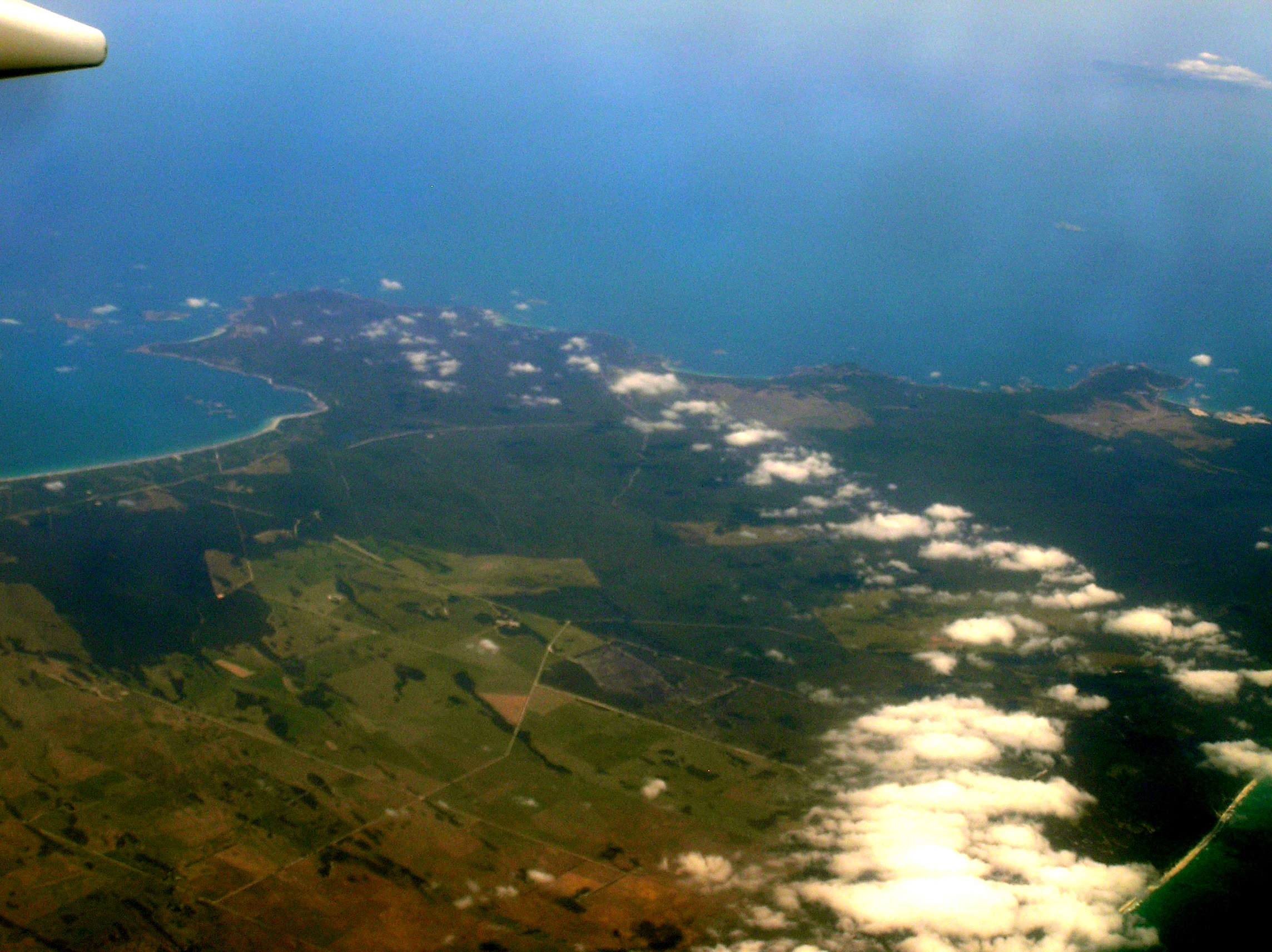
Veduta aerea del Nord-ovest dell'isola

### Fauna
Gli uccelli nativi includono l'oca di Capo Barren e la berta codacorta. Un'area dell'isola (a nord e a est di Whitemark) è stata identificata come Important Bird and Biodiversity Area (IBA) poiché contiene tre colonie riproduttrici di pardaloto tasmaniano, che è una specie in pericolo, ed è habitat della balia di fiamma. Supporta anche popolazioni di diverse specie di uccelli endemici della Tasmania, tra cui la rosella verde, il currawong nero, la balia bruna australiana, il succiamiele golagialla, il succiamiele testanera, il succiamiele beccoforte e il beccospina della Tasmania. Un'altra area IBA si trova sulla costa orientale dove si trova un piccolo numero di sterna delle fate, un numero maggiore di corriere dal cappuccio, e l'1% della popolazione mondiale di alzavola castana, beccaccia di mare orientale e beccaccia di mare fuligginosa.
I mammiferi marsupiali sono rappresentati dal wallaby dal collo rosso, il tricosuro volpino, l'opossum pigmeo orientale, il potoroo, il coda ad anello comune e il pademelon della Tasmania. L'otaria orsina del Capo è l'unico mammifero placentare che si trova comunemente su Flinders. L'isola è inoltre l'unico habitat rimanente di una sottospecie di vombato comune, il Vombatus ursinus ursinus, che è elencato come vulnerabile dall'Environment Protection and Biodiversity Conservation Act del 1999 e dalla Lista Rossa della IUCN.